# Státní liga 1947/1948
Tento článek pojednává o událostech jednoho ze soutěžních ročníků Československé fotbalové ligy. Zároveň jsou zde popsány i události ročníku 1948, který zůstal vinou zejména politických událostí nedohrán. Není tak považován za oficiální a nevzešel z něj ani titulovaný mistr. Došlo zde i k dalším událostem, zejména ke změně názvu velkého množství klubů.
Sezona 1947/1948 se odehrála pod názvem Státní liga 1947/1948. Jednalo se o celkově 23. ročník nejvyšší fotbalové ligové soutěže (včetně 6 ročníků odehraných za období Protektorátu). Byl to také na určitou dobu poslední ročník hraný formátem Podzim-jaro, který byl hned následujícího roku vystřídán za formát Jaro-podzim. Titul získala AC Sparta Praha. Byl to její v pořadí 12. mistrovský titul.

## Konečná tabulka soutěže
| Poř. | Tým                    | Z  | V  | R | P  | VG | OG | TP  | B  |
| ---- | ---------------------- | -- | -- | - | -- | -- | -- | --- | -- |
|      | AC Sparta Praha        | 20 | 12 | 3 | 5  | 62 | 35 | +27 | 27 |
| 2.   | SK Slavia Praha        | 20 | 11 | 5 | 4  | 64 | 39 | +25 | 27 |
| 3.   | ŠK Bratislava          | 20 | 10 | 4 | 6  | 57 | 31 | +26 | 24 |
| 4.   | AFK Bohemians Vršovice | 20 | 10 | 4 | 6  | 56 | 46 | +10 | 24 |
| 5.   | TŠS Trnava             | 20 | 9  | 3 | 8  | 38 | 40 | -2  | 21 |
| 6.   | ŠK Jednota Košice      | 20 | 7  | 6 | 7  | 46 | 39 | +7  | 20 |
| 7.   | SK Slezská Ostrava     | 20 | 7  | 5 | 8  | 48 | 56 | -8  | 19 |
| 8.   | SK Viktoria Plzeň      | 20 | 8  | 1 | 11 | 48 | 56 | -8  | 17 |
| 9.   | ŠK Žilina              | 20 | 6  | 4 | 10 | 36 | 56 | -20 | 16 |
| 10.  | SK České Budějovice    | 20 | 4  | 5 | 11 | 42 | 80 | -38 | 13 |
| 11.  | SK Čechie Karlín       | 20 | 5  | 2 | 13 | 43 | 62 | -19 | 12 |

## Rekapitulace soutěže
| Československá fotbalová liga 1947/1948      |                                                                                              |
|                                              |                                                                                              |
| Ocenění                                      |                                                                                              |
| Vítěz                                        | AC Sparta Praha (12. titul)                                                                  |
| Vítěz domácího poháru                        |                                                                                              |
| nekonalo se                                  |                                                                                              |
| Pohyb v soutěži                              |                                                                                              |
| Sestupující do Zemské soutěže                | SK České Budějovice SK Čechie Karlín                                                         |
| Postupující do I. ligy                       | JTO Sokol Manet Považská Bystrica ZK Zbrojovka Židenice ZK Ocelárny Kladno JTO Sokol Teplice |
| Postup z kvalifikace                         | ATK Praha                                                                                    |
| Nejlepší střelec                             |                                                                                              |
| Josef Bican - ( SK Slavia Praha) - 21 gólů   |                                                                                              |
| Jaroslav Cejp - ( AC Sparta Praha) - 21 gólů |                                                                                              |

## Soupisky mužstev

### AC Sparta Praha
Karel Bláha (-/0/-),
Karel Horák (-/0/-),
Zdeněk Roček (-/0/-) –
Bohuslav Bílý (-/1),
Lubomír Bláha (-/0),
Jaroslav Cejp (-/21),
František Hájek (-/1),
Josef Hronek (-/2),
Václav Kokštejn (-/10),
Karel Kolský (-/1),
Ladislav Koubek (-/2),
Josef Ludl (-/6),
Jan Říha (-/9),
Karel Senecký (-/0),
Antonín Slaba (-/0),
Jaroslav Vejvoda (-/7),
Jiří Zástěra (-/0),
Jiří Zmatlík (-/1) –
trenéři Ferenc Szedlacsek a Josef Kuchynka

### SK Slavia Praha
Vítězslav Deršák (-/0/-),
André Houška (-/0/-),
Emil Kabíček (-/0/-) –
František Benda (-/0),
Josef Bican (-/20),
Antonín Bradáč (-/10),
Vasil Buchta (-/1),
Josef Crha (-/3),
František Hampejs (-/0),
Jiří Hanke (-/0),
Ota Hemele (-/9),
Ladislav Hlaváček (-/8),
Jindřich Holman (-/3),
František Ipser (-/0),
Stanislav Kocourek (-/0),
Vlastimil Kopecký (-/2),
Vlastimil Luka (-/0),
Josef Pajkrt (-/1),
Bohumil Říha (-/0),
Zdeněk Sobotka (9/4),
Karel Trojan (-/0),
Jiří Trnka (-/1),
František Vlk (-/1) –
trenér Jan Reichardt

### ŠK Bratislava
Theodor Reimann (20/0/3) –
Emil Arpáš (-/1),
Jozef Baláži (-/2),
Miloslav Danko (-/3),
Josef Forejt (-/8),
Štefan Gürtler (-/1),
František Hinduliak (-/1),
Josef Kajml (-/2),
Jozef Karel (-/0),
Ladislav Kubala (-/1),
Božin Laskov (-/3),
Vlastimil Pokorný (-/0),
Jozef Ružovič (-/0),
Július Schubert (-/11),
Gejza Šimanský (-/16),
Mihail Uram (6/0),
Vladimír Venglár (-/0),
Michal Vičan (-/1),
Eugen Wellisch (-/1),
Gustáv Žáček (-/5) –
trenér Tom Sneddon

### Bohemians Vršovice
Vladimír Leština (13/0/-),
Václav Pavlis (7/0/-) –
Oldřich Bílek (2/1),
Otmar Černý (1/1),
Ladislav Fišer (5/0),
Vinko Golob (19/11),
František Havlíček (14/1),
Miloslav Charouzd (4/0),
Václav Jíra (16/0),
Jan Kalous (18/1),
Jaroslav Liška (16/4),
Josef Martínek (3/0),
Ladislav Müller (12/7),
Jiří Pešek (15/7),
Ferdinand Plánický (19/9),
Milan Röder (8/0),
Jiří Rubáš (16/0),
Josef Špígl (2/2),
Oldřich Urban (1/0),
Josef Vedral (18/6),
Jiří Žďárský (11/5) –
trenér Antonín Lanhaus

### TŠS Trnava
Karol Štajer (20/0/4) –
František Bartal (-/0),
Michal Benedikovič (-/2),
Ján Chavko (2/0),
Viliam Jakubčík (-/3),
Karol Kohúcik (-/2),
Ervín Križan (-/0),
Anton Malatinský (-/6),
Jozef Marko (-/3),
Jozef Papp (-/6),
Ján Pastucha (-/4),
Jozef Podhorec (-/0),
Vojtech Schottert (-/1),
Štefan Stankovič (-/1),
Karol Tibenský (-/9),
Jozef Ulehla (-/1) –
trenér Ervín Kovács, hrající trenér Anton Malatinský

### ŠK Jednota Košice
František Matys (20/0/2) –
István Csiszár (1/0),
Miloslav Danko (-/2),
Karol Dobay (-/0),
Jozef Hučka (-/0),
Pavol Kaincz (-/0),
Jozef Kertész (5/1),
Miloš Klimek (-/6),
Jozef Kuchár (-/6),
Ladislav Labodič (3/0),
Michal Mycio (-/0),
Ladislav Putyera (-/11),
Ferenc Rakovský-Rákóczi (-/1),
František Semeši (-/8),
Jozef Steiner (-/0),
Jozef Takáč (-/0),
Gejza Tesár (-/0),
István Turek (-/6),
Eugen Vinnyei-Prošovský (14/0),
Rudolf Zibrínyi (-/0) –
trenér Ferenc Szedlacsek

### SK Slezská Ostrava
Svatopluk Schäfer (20/0/2) –
Vladimír Bouzek (13/11),
Drahomír Broskevič (-/0),
Ľudovít Dubovský (-/5),
Oldřich Foldyna (-/0),
Richard Grochol (4/0),
Josef Janík (14/8),
Jiří Křižák (19/9),
Karel Kuběna (3/1),
Bohumír Marynčák (-/0),
Viliam Meissner (2/1),
Alois Pszczolka (-/8),
Karel Radimec (-/0),
Ladislav Reček (-/0),
Zdeněk Šajer (19/0),
Jaroslav Šimonek (-/5),
Vlastimil Vidlička (1/0) –
trenéři Josef Kuchynka, Jan Gavač a Václav Horák

### SK Viktoria Plzeň
Emil Folta (20/0/2) –
František Berka (-/1),
Jaroslav Bešťák (-/0),
Vladimír Bína (-/0),
Jaroslav Böhm (-/1),
Antonín Honomichl (-/0),
Ladislav Kareš (-/1),
František Kubáň (-/0),
Vladimír Perk (-/7),
František Plánička (-/0),
Otakar Prokeš (-/1),
Rudolf Sloup (-/7),
Zdeněk Sloup (-/9),
Karel Süss (-/0),
Václav Svoboda (-/2),
Ladislav Šamberger (-/4),
Josef Šnajdr (-/1),
Josef Tajčner (-/0),
Josef Vokurka (-/0),
Václav Volek (-/7),
Jiří Zmatlík (-/8) –
trenér Jan Kuželík

### ŠK Žilina
Ivan Kružliak (-/0/-),
Milan Pochaba (-/0/-),
Karol Šanca (-/0/-) –
Gustáv Bánovec (-/3),
Jozef Barčík (-/...),
... Báthory (-/1),
Jozef Bielek (-/4),
Josef Cíha (-/...),
Ladislav Ganczner (-/3),
Ján Chrupka (-/...),
Karel Kocík (-/6),
Anton Krásnohorský (-/0),
László Németh (-/2),
Emil Pažický (-/8),
Ferenc Rakovský-Rákóczi (-/0),
Milan Riedl (-/0),
Emil Stalmašek (-/4),
Radoslav Stárek (-/0),
Ľudovít Szabó (-/1),
Ondrej Šedo (-/0),
Ľudovít Šterbák (-/0),
Boris Timkanič (-/0),
Leopold Trenčanský (-/3),
Josef Ullrich (-/...),
Vojtech Zachar (-/1) –
trenéři Jaroslav Turnauer (podzim) a Gabriel Rainer (jaro)

### SK České Budějovice
Karel Čapek (20/0/0),
Oldřich Šťastný (nenastoupil) –
Hynek Bonuš (12/0),
Milouš Diesner (2/0),
Jaroslav Freiberg (20/2),
Jiří Hemelík (19/9),
Antonín Hojer (1/0),
Oldřich Chudoba (18/2),
Václav John (19/2),
Ján Karel (8/1),
Jaroslav Kubeš (9/0),
Rudolf Nowak (13/5),
František Ondok (6/1),
Jiří Polák (20/1),
Vilém Příbek (19/4),
Oldřich Smutný (5/2),
Miroslav Šedivý (14/9),
Miloslav Šerý (3/0),
Josef Zeman (12/4) –
trenéři Josef Pojar a Rudolf Vytlačil

### SK Čechie Karlín
Jiří Studnička (11/0/1),
Jiří Tesař (9/0/0) –
Antonín Balzer (-/...),
Miroslav Beneš (-/0),
Jaroslav Bílek (-/4),
Ludvík Bradáč (-/1),
Otakar Češpiva (-/1),
Vratislav Fikejz (-/3),
Stanislav Jelínek (-/1),
Josef Kloubek (-/0),
... Kutil (-/3),
Jiří Mrázek (-/...),
Vlastimil Preis (-/10),
Jiří Provalil (-/0),
Otakar Rybář (-/...),
Josef Sousedík (-/10),
František Veselý (15/5),
Karel Vokoun (-/4),
Bohumil Žák (-/0) –
trenér František Rajgl

## Vývoj v názvech českých a slovenských klubů
| Během a po sezoně 1947/1948 - AC Sparta Praha Sokol Sparta Bubeneč - SK Slavia Praha Sokol Slavia Praha VII - SK Kladno Sokol Ocelárny Kladno ZK Ocelárny Kladno - TŠS Trnava Sokol NV Trnava - SK Židenice Sokol Zbrojovka Židenice ZK Zbrojovka Židenice - Sparta Považská Bystrica Sokol Manet Považská Bystrica - SK Teplice-Šanov Sokol Teplice - SK Baťa Zlín Sokol Botostroj Zlín ZK Botostroj Zlín Po sezoně 1948 - Sokol Sparta Bubeneč ZSJ Bratrství Sparta Praha - Sokol Slavia Praha VII ZSJ Dynamo Slavia Praha - Sokol NV Trnava ZSJ Kovosmalt Trnava - ZK Zbrojovka Židenice ZSJ Zbrojovka Brno - Sokol Plzeň-V Viktoria ZSJ Škoda Plzeň - Sokol Vršovice-Bohemians ZSJ Železničáři Praha - Sokol Žilina ZSJ Slovena Žilina - Sokol Teplice ZSJ Technomat Teplice - Sokol NV Bratislava JTO Sokol NV Bratislava - Sokol Slezská Ostrava ZSJ Trojice Slezská Ostrava - ZK Ocelárny Kladno ZSJ SONP Kladno - Sokol Plzeň-I ZSJ Doprava Plzeň - Sokol Čechie Karlín ZSJ OD Karlín - ZK Botostroj Zlín ZSJ Svit Gottwaldov - Sokol Hradec Karálové ZSJ Škoda Hradec Králové - Sokol České Budějovice ZSJ JČE České Budějovice |

## Sezona 1948/1949
Ze sezony 1948/49 byla odehrána pouze podzimní část (13 z 26 zápasů). V zimní přestávce došlo ke změně (reorganizaci) na ruský systém Jaro-zima. Po podzimu vedla SK Slavia Praha.

### Tabulka Státní ligy 1948
| Poř. | Tým                                   | Z  | V | R | P | VG | OG | B  |
| ---- | ------------------------------------- | -- | - | - | - | -- | -- | -- |
| 1.   | JTO Sokol Slavia Praha VII            | 13 | 8 | 2 | 3 | 71 | 33 | 18 |
| 2.   | JTO Sokol Plzeň V-Viktoria            | 13 | 8 | 2 | 3 | 37 | 22 | 18 |
| 3.   | JTO Sokol Sparta Bubeneč              | 13 | 8 | 1 | 4 | 42 | 22 | 17 |
| 4.   | JTO Sokol Vršovice-Bohemians          | 13 | 6 | 5 | 2 | 37 | 24 | 17 |
| 5.   | JTO Sokol Žilina                      | 13 | 7 | 3 | 3 | 25 | 24 | 17 |
| 6.   | JTO Sokol NV Trnava                   | 13 | 5 | 4 | 4 | 25 | 24 | 14 |
| 7.   | JTO Sokol Jednota Košice              | 13 | 5 | 3 | 5 | 23 | 24 | 13 |
| 8.   | ATK Praha (N)                         | 13 | 5 | 2 | 6 | 20 | 27 | 12 |
| 9.   | JTO Sokol Teplice-Šanov (N)           | 13 | 4 | 3 | 6 | 27 | 27 | 11 |
| 10.  | JTO Sokol NV Bratislava               | 13 | 4 | 3 | 6 | 20 | 22 | 11 |
| 11.  | JTO Sokol Trojice Ostrava             | 13 | 4 | 3 | 6 | 23 | 35 | 11 |
| 12.  | ZK Ocelárny Kladno (N)                | 13 | 3 | 2 | 8 | 32 | 42 | 8  |
| 13.  | ZK Zbrojovka Židenice (N)             | 13 | 3 | 2 | 8 | 21 | 43 | 8  |
| 14.  | JTO Sokol Manet Považská Bystrica (N) | 13 | 3 | 1 | 9 | 23 | 57 | 7  |

## Soupisky mužstev

### Sokol Slavia Praha VII
Vítězslav Deršák (6/0/-),
Emil Kabíček (-/0/-) –
František Benda (-/0),
Josef Bican (-/21),
Antonín Bradáč (-/7),
Vasil Buchta (-/1),
Jiří Hanke (-/0),
Ota Hemele (-/6),
Ladislav Hlaváček (-/18),
František Ipser (-/0),
Stanislav Kocourek (-/0),
Vlastimil Kopecký (-/5),
Miloslav Kupsa (-/1),
Josef Pajkrt (-/1),
Bohumil Říha (-/0),
František Štěpán (-/5),
Jiří Trnka (-/2),
Bohumil Trubač (-/4) –
trenér Jan Reichardt

### Sokol Plzeň V-Viktoria
Jan Benedikt (-/0/-),
Emil Folta (-/0/-) –
Václav Bartoš (-/0),
František Berka (-/0),
Jaroslav Böhm (-/0),
Ladislav Fikrle (-/2),
František Formánek (-/0),
Antonín Honomichl (-/0),
Dalibor Mikeš (-/4),
Vladimír Perk (-/12),
Rudolf Sloup (-/1),
Zdeněk Sloup (-/6),
Karel Süss (-/1),
Václav Svoboda (-/1),
Ladislav Šamberger (-/7),
Josef Šnajdr (-/1),
Jindřich Švajner (-/2) –
trenér ...

### Sokol Sparta Bubeneč
Karel Horák (-/0/-),
Josef Tišler (-/0/-) –
Jaroslav Bílek (-/3),
Lubomír Bláha (-/0),
Václav Blažejovský (-/2),
Jaroslav Cejp (-/9),
Josef Hronek (-/4),
Václav Kokštejn (-/6),
Ladislav Koubek (-/0),
Jiří Kuchler (-/7),
Miloslav Kundrát (-/0),
Josef Ludl (-/7),
Oldřich Menclík (-/0),
Jan Říha (-/4),
Karel Senecký (-/0),
Miroslav Šedivý (-/0) –
trenér Erich Srbek

### Sokol Vršovice-Bohemians
Václav Pavlis (13/0/4) –
Ladislav Fišer (11/0),
Vinko Golob (9/2),
František Havlíček (12/0),
Miloslav Charouzd (1/0),
Václav Jíra (13/1),
Jan Kalous (9/0),
Josef Kvapil (7/2),
Jaroslav Liška (6/0),
Jiří Pešek (13/7),
Ferdinand Plánický (7/4),
Jiří Rubáš (13/0),
Karel Tomáš (12/13),
Josef Vedral (4/2),
Jiří Žďárský (12/6) –
trenér Antonín Lanhaus

### Sokol Žilina
Ivan Kružliak (-/0/-),
Štefan Lešický (-/0/-) –
Gustáv Bánovec (-/0),
Jozef Bielek (-/0),
Josef Cíha (-/1),
Ladislav Ganczner (-/2),
Vladimír Holiš (-/0),
Vojtech Jankovič (-/1),
Karel Kocík (-/5),
Anton Krásnohorský (-/0),
Viliam Meissner (-/0),
Emil Stalmašek (-/11),
Ľudovít Szabó (-/0),
Eugen Šeffer (-/2),
Ľudovít Šterbák (-/0),
Boris Timkanič (-/0),
Vojtech Zachar (-/3),
Ján Zvara (-/0) –
trenér Antal Mally

### Sokol NV Trnava
Karol Štajer (13/0/3) –
Michal Benedikovič (-/0),
Rudolf Galbička (-/1),
Jozef Hagara (-/),
Štefan Ištvanovič (-/0),
Viliam Jakubčík (-/7),
Ján Klein (-/0),
Karol Kohúcik (-/6),
Ervín Križan (-/0),
Jaroslav Kubovič (-/0),
Anton Malatinský (-/4),
Jozef Marko (-/1),
Štefan Pšenko (-/0),
Štefan Slanina (-/0),
Karol Tibenský (-/1),
Ľudovít Zelinka (-/3) –
trenér Ervín Kovács

### Sokol Jednota Košice
František Matys (13/0/1) –
Tibor Čiták (-/1),
Karol Dobay (-/7),
Jozef Hučka (-/0),
Pavol Kaincz (-/0),
Jozef Kertész (3/1),
Miloš Klimek (-/2),
Jozef Kuchár (-/0),
Ladislav Labodič (10/1),
Ján Polgár (-/8),
Ladislav Putyera (-/3),
Ferenc Rakovský-Rákóczi (-/1),
František Semeši (-/4),
Jozef Steiner (-/0),
Gejza Tesár (-/0),
István Turek (-/1),
Eugen Vinnyei-Prošovský (13/0) –
trenér Ferenc Szedlacsek

### ATK Praha
Emil Folta (-/0/0),
Alois Jonák (12/0/0) –
Gustáv Bánovec (-/0),
Vojtech Čiták (-/0),
Jozef Gašparík (-/1),
Ota Hemele (-/1),
Vladimír Holiš (-/0),
Andrej Iľko (-/0),
Miloš Klimek (-/0),
Václav Kokštejn (-/4),
Anton Krásnohorský (-/0),
Josef Majer (-/0),
Ladislav Müller (-/4),
Josef Pajkrt (-/0),
Antonín Plemeník (-/1),
Jozef Podhorec (8/0),
Ladislav Putyera (-/3),
Josef Říha (-/0),
František Semeši (-/2),
Zdeněk Sloup (-/0),
Zdeněk Sobotka (-/2),
Václav Sršeň (-/0),
Boris Timkanič (-/0),
Jiří Trnka (-/0),
Bohumil Trubač (-/0),
Josef Vedral (-/1),
František Vlk (-/0),
Miroslav Zuzánek(-/0) –
trenér Jiří Zástěra

### Sokol Teplice-Šanov
Vlastimil Havlíček (10/0/2),
Ladislav Tikal (3/0/0) –
Josef Baur (3/0),
Miroslav Cikánek (8/0),
František Fiktus (10/6),
František Hampejs (11/0),
Karel Hloušek (4/0),
Antonín Houdek (13/0),
Vlastimil Chobot (4/0),
Josef Janík (3/1),
Ladislav Kareš (11/11),
Miloslav Malý (11/4),
Jiří Pacenhauer (9/2),
Gábor Rákoczi (13/0),
Josef Sýkora (6/0),
Václav Volek (9/3),
Rudolf Vostatek (3/0),
Josef Vostrý (12/0) –
trenér Rudolf Vytlačil

### Sokol NV Bratislava
Theodor Reimann (9/0/-),
Július Tomanovič (4/0/-) –
Jozef Baláži (10/0),
Miloslav Danko (11/4),
František Hinduliak (1/0),
Jozef Jajcaj (11/0),
Josef Kajml (11/0),
Július Kováč (3/0),
Božin Laskov (3/3),
Emil Pažický (4/3),
Vlastimil Pokorný (5/0),
Vlastimil Preis (13/1),
Jozef Ružovič (12/0),
Karol Samuelčík (3/1),
Július Schubert (3/0),
Gejza Šimanský (12/3),
Alexander Šipoš (1/0),
Viktor Tegelhoff (10/5),
Mihail Uram (2/0),
Vladimír Venglár (10/0),
Michal Vičan (5/0) –
trenér Ferdinand Daučík

### Sokol Slezská Ostrava
Jaroslav Aniol (4/0/0),
Svatopluk Schäfer (9/0/0) –
Vladimír Bouzek (10/5),
Ľudovít Dubovský (10/1),
Oldřich Foldyna (-/0),
Richard Grochol (-/0),
Jan Hramec (-/0),
Josef Janík (-/2),
František Kaločík (-/0),
Ladislav Kaňak (-/2),
Jiří Křižák (-/5),
Stanislav Mohyla (-/1),
Ladislav Reček (-/0),
Zdeněk Šajer (-/0),
Jaroslav Šimonek (-/0),
Vlastimil Vidlička (-/0),
Josef Vnenk (-/0),
Miroslav Wiecek (-/2) –
trenér Václav Horák

### Sokol Ocelárny Kladno
Jan Biskup (13/0/0) –
František Bragagnolo (-/0),
Vladimír Carvan (-/0),
Vladimír Čermák (-/0),
Karel Kolský (-/0),
Eduard Möstl (-/1),
Václav Mrázek (-/7),
Václav Peták (-/3),
Vojtěch Rašplička (-/0),
Antonín Rýgr (-/8),
Ladislav Rys (-/0),
Jan Seidl (-/9),
Karel Sklenička (-/0),
Václav Souček (-/0),
Václav Šofr (-/4),
Václav Švejda (-/0),
František Zika (-/0) –
trenér Karel Kraus

### Sokol Zbrojovka Židenice
Karel Kopecký (10/0/1),
Vlastimil Škarydka (3/0/0) –
Pavel Antl (2/0),
František Buchta (12/1),
František Čejka (12/0),
Jaroslav Červený II (1/0),
Jindřich Holman (8/1),
Josef Klem (2/0),
Rudolf Krejčíř (10/7),
František Moos (11/1),
Miroslav Poláček (5/1),
Oldřich Rulc (7/1),
Josef Sauer (6/1),
František Smítal (6/0),
Zdeněk Sobotka (5/5),
Karel Trnka (7/2),
Eduard Vaněk (13/1),
Miroslav Vaněk (11/0),
František Zapletal (13/0) –
trenéři Josef Eremiáš a Jan Smolka

### Sokol Manet Považská Bystrica
Jozef Blaho (-/0/0),
Milan Filus (-/0/0),
Ján Gogoľ (-/0/0) –
František Bartal (-/1),
... Čudek (-/0),
... Hroznár (-/1),
Vlastimil Ipser (-/0),
... Jarábek (-/1),
Emil Kálnay (-/3),
Augustín Kostolník (-/3),
Ľudovít Magdolen (-/0),
... Mesiarik (-/0),
Jozef Mužík (-/0),
Miroslav Petrášek (-/8),
Jiří Polák (-/1),
Eduard Stráňovský (-/1),
Alois Šmejkal (-/0),
František Trutz (-/0),
Rudolf Vavrovič (-/4) –
trenér Gustáv Škultéty